# 鳥飼眞
鳥飼 眞（とりかい まこと、1973年10月24日 - ）は、福岡県福岡市出身の競艇選手。
登録番号3703。身長158cm。血液型B型。74期。福岡支部所属。師匠は大神康司。

## 来歴
- 福岡競艇場から車で10分ぐらいの近所で生まれ育った。
- 1994年5月　福岡競艇場でデビュー。同年7月徳山競艇場で初1着。
- 1995年8月　津競艇場で初優出。
- 1998年2月　福岡競艇場・一般戦でデビュー初優勝。
- 2002年5月　平和島競艇場・GI開設48周年記念（トーキョー・ベイ・カップ）で4コースからカドまくりを決め記念初優勝。
- 2003年2月　若松競艇場・第49回九州地区選手権優勝
- 2006年9月　丸亀競艇場・GI開設54周年記念（京極賞）優勝
- 2007年2月　福岡競艇場第53回九州地区選手権を優勝。
- SGは7度優出するも優勝はない。
- 45歳となって出場資格を得たマスターズチャンピオンに初出場した。